# II. Pleuratosz illír király
II. Pleuratosz (ógörög Πλευρᾶτος, latin Pleuratus) az ókori Illír Királyság uralkodója, feltehetően az i. e. 260 és 250 közötti évtizedben. Életéről és uralkodásáról meglehetősen elenyésző információ áll rendelkezésünkre, leginkább az Illír Királyságot a 4. század után ismét naggyá tevő Agrón király apjaként ismert.
A hagyományos kronológia szerint az ardiaták köréből kikerült első illír uralkodóként tartják számon. Albán történészek ugyanakkor felvetették annak lehetőségét, hogy az illír királyok vérvonala az i. e. 4. században uralkodó taulant Glaukiasz királytól folyamatos lehetett. Ebben az esetben a taulant vagy ardiata kitételek a törzsi hovatartozás helyett a folyamatosan változó területű Illír Királyság éppen aktuális hatalmi centrumát jelölik, bár a korban nemritka anyaági leszármazás is magyarázhatja a különböző törzsek közötti vérvonalat. Annál is inkább mérlegelendő lehetőség ez, mert II. Pleuratosz uralma az Aóosz (Vjosa) völgyétől északra, Apollónia és Epidamnosz hátországában elterülő vidékekre terjedt ki, ami megegyezik Taulantia egy évszázaddal korábbi területével.
Pleuratosz életéről semmit nem tudni azon kívül, hogy Agrón és Szkerdilaidasz apja, Pinnész és III. Pleuratosz nagyapja volt.